# 朱健概
樂陵莊康王朱健概（1485年—1553年），明朝魯藩第三代樂陵王，樂陵宣懿王朱陽錧之孫，樂陵端簡王（追封）朱當渿的嫡長子。

## 生平
弘治二年（1489年）九月，獲賜名健概。後封輔國將軍，於弘治十年（1497年）十一月獲賜誥命、冠服。正德九年（1514年）三月，樂陵宣懿王朱陽錧去世。第三子朱當渿未襲爵即卒。嘉靖十六年（1537年），朱健概襲封樂陵王。
嘉靖三十二年（1553年）四月，朱健概去世，享年六十九歲，諡號莊康。四年後，嫡長子朱觀燔襲爵。

## 家庭

### 子
- 嫡長子：樂陵恭僖王朱觀燔